# Zosterops flavus
Zosterops flavus — вид воробьиных птиц из семейства белоглазковых (Zosteropidae).

## Распространение
Обитают на Яве и Борнео. Живут в тропических и мангровых лесах, кустарниках. В августе 2015 года этих птиц наблюдали в четырёх городских парках Маланга на Восточной Яве.
Этими птицами активно торгуют на Калимантане. В 2015—2016 годах владельцы местных магазинов отмечали рост спроса на представителей вида.

## Охранный статус
МСОП присвоил виду охранный статус EN. В 2016 из-за снижения численности в дикой природе присваивался охранный статус VU.